# Basketball Damen Superliga
Die Basketball Damen Superliga (sic!), kurz: BDSL, ist die höchste Basketball-Spielklasse der Frauen in Österreich.
Mit Ausnahme der Spielzeiten 2016/17 und 2018/19 wird die AWBL seit 2014 gemeinsam mit slowakischen Damenteams als Austrian Slovak Women Basketball League ((sic!), kurz: ASWBL) ausgespielt. Nach Ermittlung eines Siegerteams in der ASWBL spielen die Mannschaften getrennt nach ihrer nationalen Herkunft noch einen nationalen Meister aus. Momentan (Stand: 2019) gibt es zwanzig Spieltage in der regulären Saison und die vier bestplatzierten Teams spielen eine Postseason nach dem Best-of-Three-Spielmodus.

## Teilnehmende Teams
| AWBL-Saison 2024/25 - Basket Flames Wien aus Wien - BK Duchess Klosterneuburg aus Klosterneuburg - DBB Wels aus Wels - UBI Graz aus Graz - Vienna United aus Wien - Vienna D.C. Timberwolves aus Wien - DBB Wels aus Wels | |
| AWBL-Saison 2022/23 - Basket Flames Wien aus Wien - BK Duchess Klosterneuburg aus Klosterneuburg - DBB Wels aus Wels - UBI Graz aus Graz - Vienna United aus Wien - Vienna D.C. Timberwolves aus Wien - DBB Wels aus Wels - KOS Celovec Damen aus Klagenfurt                                                                             | AWBL-Saison 2023/24 - Basket Flames Wien aus Wien - BK Duchess Klosterneuburg aus Klosterneuburg - DBB Wels aus Wels - UBI Graz aus Graz - Vienna United aus Wien - Vienna D.C. Timberwolves aus Wien - DBB Wels aus Wels - SKN St. Pölten Frauen aus St. Pölten |
| AWBL-Saison 2020/21 - Basket Flames Wien aus Wien - BK Duchess Klosterneuburg aus Klosterneuburg - DBB Wels aus Wels - UBI Graz aus Graz - Vienna United aus Wien - Vienna D.C. Timberwolves aus Wien - DBB Wels aus Wels - KOS Celovec Damen aus Klagenfurt                                                                             | AWBL-Saison 2021/22 - Basket Flames Wien aus Wien - BK Duchess Klosterneuburg aus Klosterneuburg - DBB Wels aus Wels - UBI Graz aus Graz - Vienna United aus Wien - Vienna D.C. Timberwolves aus Wien - DBB Wels aus Wels - KOS Celovec Damen aus Klagenfurt |
| AWBL-Saison 2018/19 - Basket Flames Wien aus Wien - BK Duchess Klosterneuburg aus Klosterneuburg - DBB LZ OÖ Linz Wels aus Linz - UBI Graz aus Graz - Vienna United aus Wien - Vienna D.C. Timberwolves aus Wien | AWBL-Saison 2019/20 - Basket Flames Wien aus Wien - BK Duchess Klosterneuburg aus Klosterneuburg - DBB Wels aus Wels - UBI Graz aus Graz - Vienna United aus Wien - Vienna D.C. Timberwolves aus Wien |
| ASWBL-Saison 2017/18 - BK Zvolen aus Zvolen - SKP 08 Banska Bystrica aus Banska Bystrica - ATUS Gratkorn aus Gratkorn - Basket Flames Wien aus Wien - BK Duchess Klosterneuburg aus Klosterneuburg - Flying Foxes Post SV aus Wien - BBC Panthers Linz-Enns aus Enns/Linz - „Union Basketball Initiative – Graz“ aus Graz                | AWBL-Saison 2016/17 - ATUS Gratkorn aus Gratkorn - Basket Flames Wien aus Wien - BC Vienna 87 aus Wien - BK Duchess Klosterneuburg aus Klosterneuburg - Flying Foxes Post SV aus Wien - „Union Basketball Initiative – Graz“ aus Graz |
| ASWBL-Saison 2015/16 - ATUS Gratkorn aus Gratkorn - Basket Flames Wien aus Wien - BC Vienna 87 aus Wien - BK Duchess Klosterneuburg aus Klosterneuburg - Flying Foxes Post SV aus Wien - „Union Basketball Initiative – Graz“ aus Graz - BK Petržalka aus Bratislava - BKŽ Levice aus Levice - BK ŽS Zvolen aus Zvolen - Nitra aus Nitra | ASWBL-Saison 2014/15 - Basket Flames Wien aus Wien - BC Vienna 87 aus Wien - BK Duchess Klosterneuburg aus Klosterneuburg - Flying Foxes Post SV aus Wien - „Union Basketball Initiative – Graz“ aus Graz - BK Petržalka aus Bratislava - BKŽ Levice aus Levice - BK Zvolen aus Zvolen - Außer Konkurrenz: Soproni Darazsak Akadémia aus Sopron, Ungarn                                   |
| AWBL-Saison 2013/14 - Basket Flames Wien aus Wien - BC Vienna 87 aus Wien - BK Duchess Klosterneuburg aus Klosterneuburg - Flying Foxes Post SV aus Wien - „Union Basketball Initiative – Graz“ aus Graz | AWBL-Saison 2012/13 - Basket Flames Wien aus Wien - BK Duchess Klosterneuburg aus Klosterneuburg - Flying Foxes Post SV aus Wien - UBBC APOsport Herzogenburg aus Herzogenburg - „Union Basketball Initiative – Graz“ aus Graz |
| AWBL-Saison 2011/12 - BC Vienna 87 aus Wien - BK Duchess Klosterneuburg aus Klosterneuburg - Flying Foxes Post SV aus Wien - SK Kammer aus Schörfling am Attersee - Turnerschaft Sparkasse Innsbruck aus Innsbruck - UBBC APOsport Herzogenburg aus Herzogenburg - „Union Basketball Initiative – Graz“ aus Graz                         | AWBL-Saison 2010/11 - ATUS Gratkorn Scorpion Ladies aus Gratkorn - BC Vienna 87 aus Wien - BK Duchess Klosterneuburg aus Klosterneuburg - BSC Salzburg aus Salzburg - Flying Foxes Post SV aus Wien - SK Kammer aus Schörfling am Attersee - Turnerschaft Sparkasse Innsbruck aus Innsbruck - UBBC APOsport Herzogenburg aus Herzogenburg - „Union Basketball Initiative – Graz“ aus Graz |
| AWBL-Saison 2009/10 - BC Vienna 87 aus Wien - BK Jocher’s Duchess aus Klosterneuburg - Flying Foxes Post SV aus Wien - UBBC APOsport Herzogenburg aus Herzogenburg - UBSC Graz Union Styrian Stars aus Graz - Union Kuenring Flames aus Wien - WBC Kraftwerk Ladies aus Wels                                                             | AWBL-Saison 2008/09 - BC Vienna 87 aus Wien - BK Jocher’s Duchess aus Klosterneuburg - Flying Foxes Post SV aus Wien - Lady Jacks Baden aus Baden bei Wien - Tigers Wels aus Wels - UBBC APOsport Herzogenburg aus Herzogenburg - UBSC Graz Union Styrian Stars aus Graz |
| AWBL-Saison 2007/08 - BC Powerbasket Wels aus Wels - BC Vienna 87 aus Wien - BK Jocher’s Duchess aus Klosterneuburg - Flying Foxes Post SV aus Wien - Lady Jacks Baden aus Baden bei Wien - UAB Wien aus Wien - UBBC APOsport Herzogenburg aus Herzogenburg - UBSC Graz Union Styrian Stars aus Graz                                     | AWBL-Saison 2006/07 - ATUS Gratkorn Scorpion Ladies aus Gratkorn - BK Systemlogistik Duchess Klosterneuburg aus Klosterneuburg - DBK Steyrer Hexen aus Steyr - Flying Foxes Post SV aus Wien - Lady Jacks Baden aus Baden bei Wien - UAB Wien aus Wien - UBBC APOsport Herzogenburg aus Herzogenburg - UBSC Graz Union Styrian Stars aus Graz - Zepter Powerbasket Wels aus Wels          |

## Spielmodus
Der Spielmodus hat in der Vergangenheit wegen der unterschiedlichen Anzahl der teilnehmenden Teams in den jeweiligen Spielzeiten variiert. Der aktuelle Spielmodus ist im Web nachzulesen.
| Frühere Spielzeiten |
| --- |
| Spielzeit 2005/06 Vorrunde: In der AWBL treten 2005/06 zehn Vereine in zunächst zwei Pools an. Pool A setzt sich aus vier (darunter einer ausländischen Mannschaft außer Konkurrenz), Pool B aus sechs Teams zusammen. Hauptrunde 1: Die Teams in Pool A bestreiten im Grunddurchgang zwölf Runden bzw. vier Durchgänge (bis 21. Dezember 2005), jene in Pool B zehn Runden (bis 18. Dezember 2005). Die beiden Erstplatzierten aus Pool B erreichen die Hauptrunde 1 (AH1) mit den drei österreichischen Mannschaften aus Pool A. Für die AH1 werden Bonuspunkte wie folgt vergeben: 3 – 2 – 1 für die Teams aus Pool A, 1 für den Gewinner aus Pool B. In zehn Runden bzw. acht Spielen pro Mannschaft (13. Jänner bis 19. März 2006) werden die vier Teilnehmer am Play-off ermittelt. Semifinale (31. März bis maximal 16. April 2006) und Endspielserie (ab 23. April 2006) werden jeweils „best of five“ ausgetragen. Der kommende Meister steht spätestens am 7. Mai 2006 fest. Die Verlierer der Semifinali spielen best-of-three um Rang drei in der AWBL. Hauptrunde 2: Die vier Teams, die sich nicht für die AH1 qualifiziert haben, ermitteln – unter Mitnahme der Ergebnisse gegeneinander aus dem Grunddurchgang – in der Hauptrunde 2 (AH2) in zwölf Runden bzw. vier Durchgängen (13. Jänner bis 9. April 2006) die Endplatzierungen sechs bis neun. Der Letzte nach der AH2 ist Absteiger aus der AWBL. Der Verein hat jedoch das Recht zur Teilnahme an den Aufstiegsspielen (so diese notwendig werden). |

## Weitere Basketballligen
Unterhalb der ÖBV-Bundesliga gibt es zunächst die 2. Bundesliga, darunter die Landesligen in den neun Bundesländern, mit ihren eigenen Basketballverbänden.